# Байи-ле-Фран
Байи́-ле-Фран (фр. Bailly-le-Franc) — коммуна во Франции, находится в регионе Шампань — Арденны. Департамент — Об. Входит в состав кантона Шаванж. Округ коммуны — Бар-сюр-Об.
Код INSEE коммуны — 10026.
Коммуна расположена приблизительно в 175 км к востоку от Парижа, в 55 км юго-восточнее Шалон-ан-Шампани, в 50 км к северо-востоку от Труа.

## Население
Население коммуны на 2008 год составляло 31 человек.
| 1962 | 1968 | 1975 | 1982 | 1990 | 1999 | 2008 |
| ---- | ---- | ---- | ---- | ---- | ---- | ---- |
| 60   | 65   | 44   | 39   | 32   | 35   | 31   |

## Экономика
В 2007 году среди 23 человек в трудоспособном возрасте (15—64 лет) 15 были экономически активными, 8 — неактивными (показатель активности — 65,2 %, в 1999 году было 65,2 %). Из 15 активных работали 15 человек (9 мужчин и 6 женщин), безработных не было. Среди 8 неактивных 0 человек были учениками или студентами, 6 — пенсионерами, 2 были неактивными по другим причинам.

## Достопримечательности
- Церковь Воздвижения Креста Господня (XVI век). Памятник истории с 1926 года[3]

## Фотогалерея

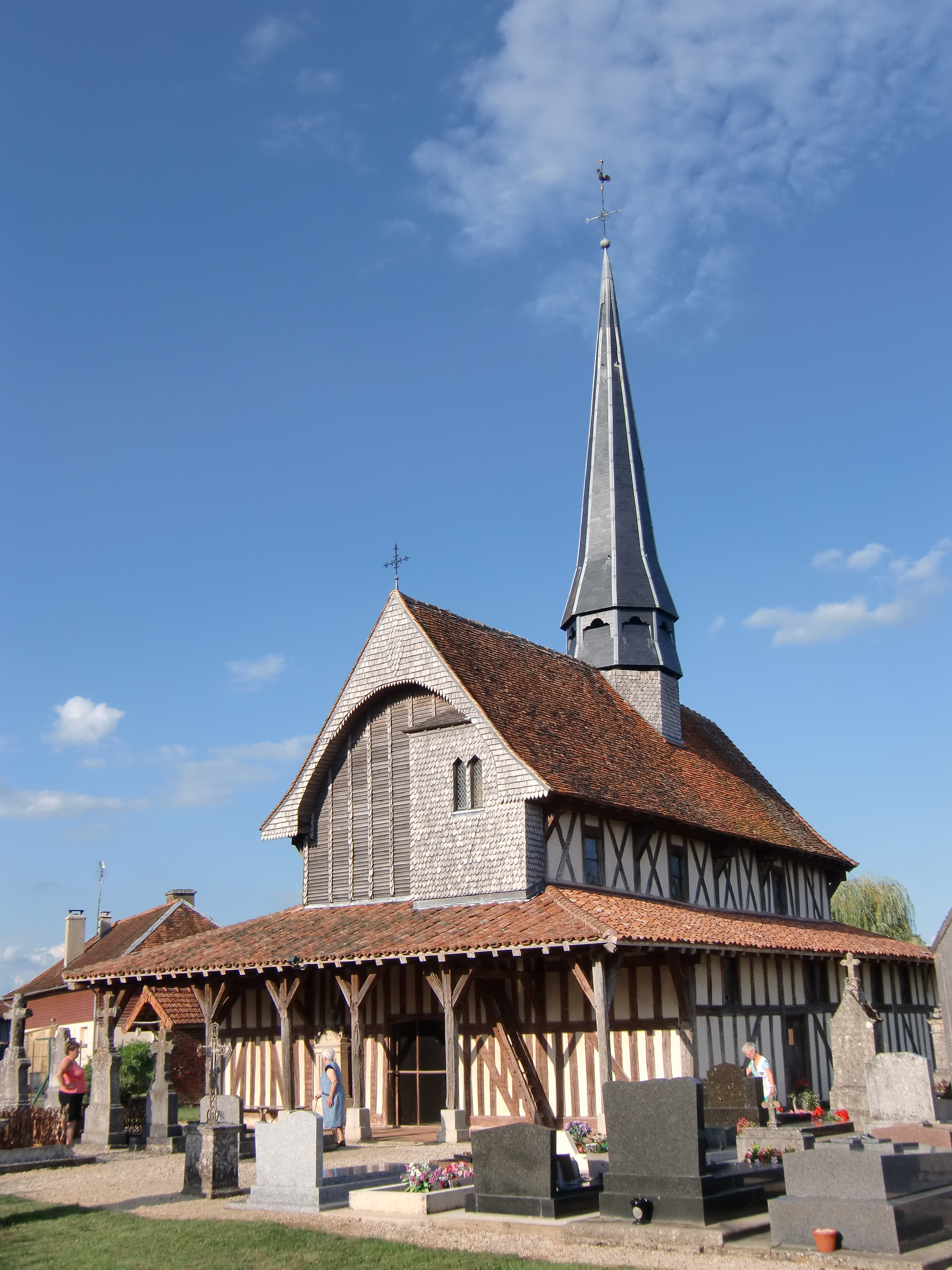
Церковь Воздвижения Креста Господня
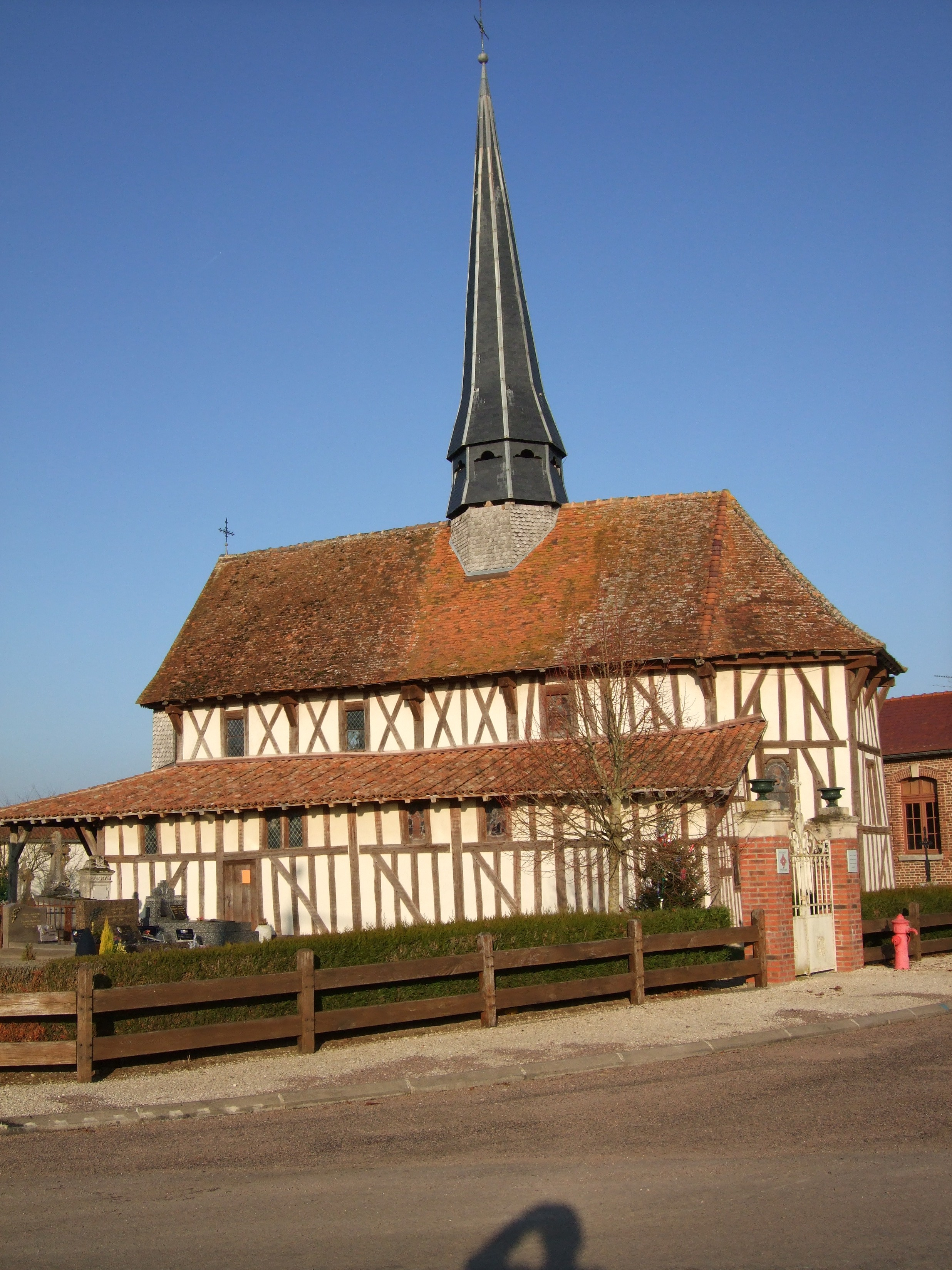
Церковь Воздвижения Креста Господня
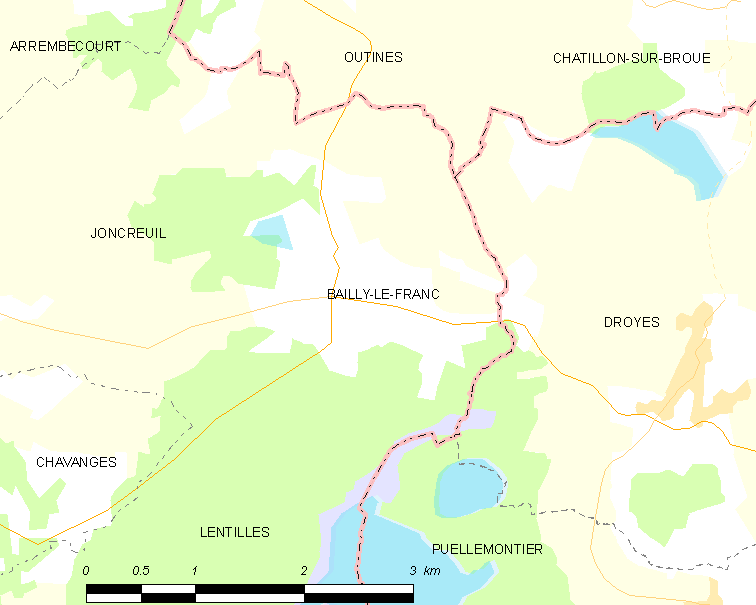
Карта коммуны